# Pseudoazya trinitatis
Pseudoazya trinitatis är en skalbaggsart som först beskrevs av Marshall 1912.  Pseudoazya trinitatis ingår i släktet Pseudoazya och familjen nyckelpigor. Inga underarter finns listade i Catalogue of Life.